# Morral Llampat
El Morral Llampat és una muntanya de 1.043 metres que es troba entre el municipi de la Sénia, a la comarca del Montsià i el de la Pobla de Benifassà a la dels Ports.